# Landgericht Waldmünchen

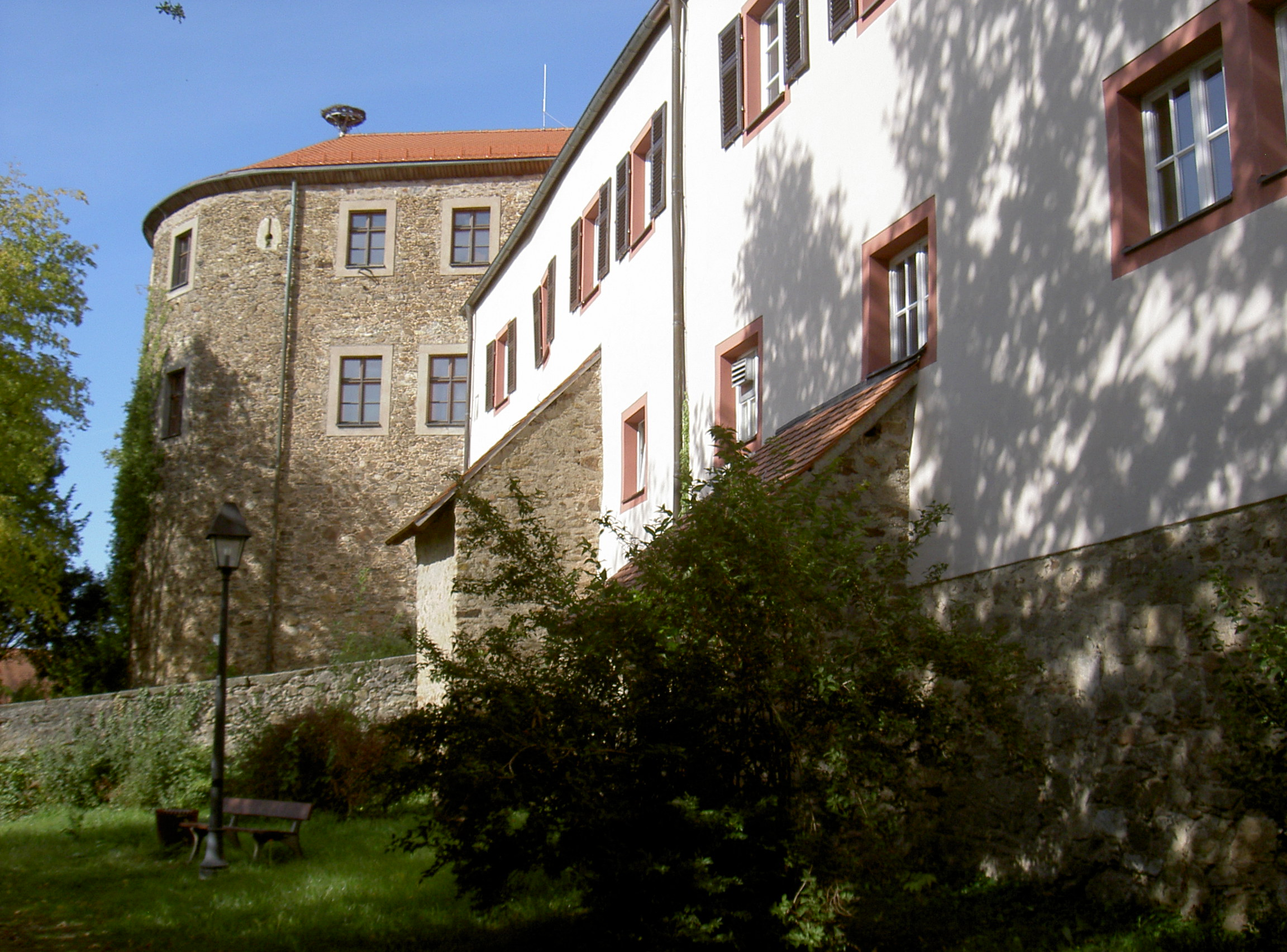
Ehemaliges Landgerichtsgebäude im Schloss Waldmünchen

Das Landgericht Waldmünchen war ein von 1804 bis 1879 bestehendes bayerisches Landgericht älterer Ordnung mit Sitz in Waldmünchen im heutigen Landkreis Cham. Die Landgerichte waren im Königreich Bayern Gerichts- und Verwaltungsbehörden, die 1862 in administrativer Hinsicht von den Bezirksämtern und 1879 in juristischer Hinsicht von den Amtsgerichten abgelöst wurden.

## Geschichte
Durch den Verkauf der Herrschaft Schwarzenburg-Rötz-Waldmünchen durch Heinrich von Guttenstein-Vrtba an den pfälzischen Kurfürsten Ludwig V. und dessen Bruder Friedrich im Jahr 1510 wurde das Gebiet in die beiden Pflegämter Schwarzenburg-Rötz und Waldmünchen aufgeteilt. Die beiden Pflegämter gingen 1623/28 mit der Oberpfalz an das Kurfürstentum Bayern über und bestanden als bayerische Gerichts- und Verwaltungssprengel bis 1804.
Im Jahr 1804 wurde im Verlauf der Verwaltungsneugliederung Bayerns das Landgericht Waldmünchen errichtet. Das Pflegamt Rötz wurde dabei aufgelöst und dem neugebildeten Landgericht zugeordnet. Nach Gründung des Königreichs (1806) wurde das Landgericht Waldmünchen 1808 dem Regenkreis zugeteilt, der 1838 in Oberpfalz umbenannt wurde. Das Landgericht umfasste die folgenden Gemeinden:
| - Albernhof - Ast - Bernried - Berndorf - Biberbach - Breitenried - Diepoltsried - Döfering - Englmannsbrunn - Fahnersdorf - Flischbach | - Geigant - Gleißenberg - Gmünd - Grassersdorf - Herzogau - Hetzmannsdorf - Hiltersried - Hocha - Höll - Katzbach - Katzelsried | - Lixenried - Loitendorf - Pillmersried - Premeischl - Prosdorf - Rannersdorf - Rötz, Stadt - Schäferei - Schatzendorf - Schönthal - Sinzendorf | - Spielberg - Steegen - Steinlohe - Thurau - Tiefenbach - Treffelstein - Ulrichsgrün - Untergrafenried - Waldmünchen, Stadt |

Das Bezirksamt Waldmünchen folgte im Jahr 1862 dem flächengleichen Landgericht älterer Ordnung Waldmünchen als Verwaltungsbehörde. Das Landgericht Waldmünchen blieb Gerichtsbehörde und wurde mit dem Gerichtsverfassungsgesetz von 1879 in das Amtsgericht Waldmünchen umgewandelt.

## Gerichtsgebäude
Das Landgericht Waldmünchen war im Schloss Waldmünchen  untergebracht. Die Anlage ist unter der Aktennummer D-3-72-171-37 als denkmalgeschütztes Baudenkmal von Waldmünchen verzeichnet.